# Колокольчик одноцветковый
Колокольчик одноцветковый (лат. Campanula uniflora) — невысокое растение с тонким стеблем из рода Колокольчик, семейства Колокольчиковые.

## Ареал
Данный колокольчик растёт в арктической Северной Америке, в том числе в Скалистых горах и Гренландии, в азиатской части Берингии и в Исландии, на Шпицбергене, Новой Земле и в Скандинавских горах.
Вид был впервые обнаружен К. Линнеем во время его экспедиции в Лапландию в 1732 и описан в его труде Flora Lapponica (1737).